# گرام (مین)
گرام(به انگلیسی: Gorham) شهری در ایالت مین کشور ایالات متحده آمریکا است که جمعیت آن در سرشماری سال ۲۰۱۰ میلادی، ۶٬۸۸۲ نفر بوده‌است.